# Manuel José Ramires Fernandes
Manuel José Ramires Fernandes (Lisboa, 10 de Dezembro de 1942 - Fevereiro de 2003) foi um advogado, professor e político português. Foi um Governador Civil de Faro entre 17 de Abril de 1975 e 22 de Outubro de 1975.

## Biografia

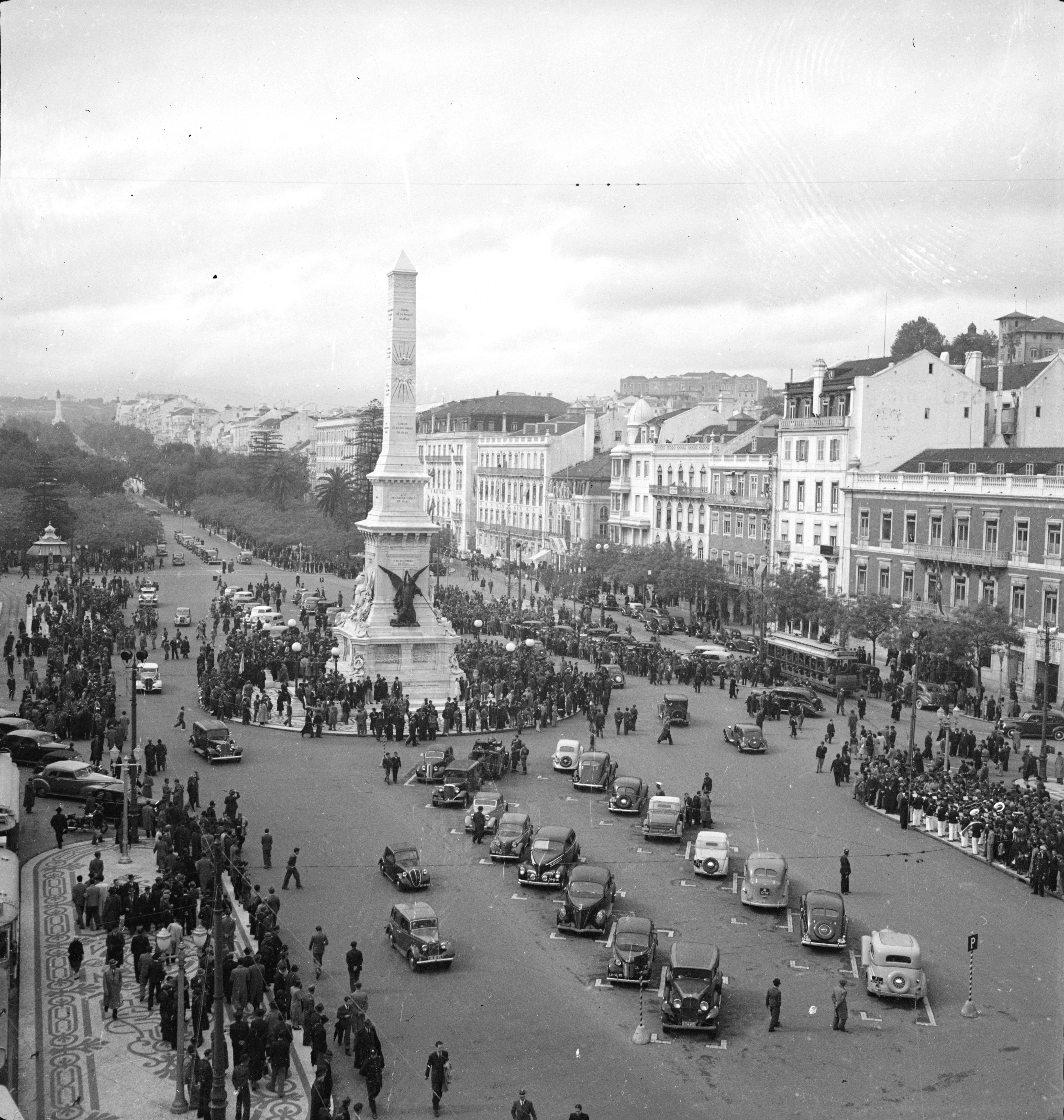
Lisboa na Década de 1940.

### Nascimento e formação
Manuel José Ramires Fernandes nasceu na cidade de Lisboa, em 10 de Dezembro de 1942. Durante a sua juventude, viajou com os pais pelo Alentejo e por Goa.
Frequentou a Universidade Clássica de Lisboa, onde concluiu a licenciatura em 1968. Cumpriu posteriormente o curso de pós-graduação em Direito Administrativo e Administração Pública no Instituto Superior de Tecnologia Empresarial, e doutorou-se na Universidade de Sevilha.

### Carreira profissional e política
Depois do seu casamento, Manuel José Ramires Fernandes trabalhou como professor na Escola Comercial e Industrial da Guarda, embora não tenha continuado a sua carreira devido a ter sido chamado para o serviço militar. Esteve no exército durante três anos como miliciano, tendo sido enviado para Macau como oficial de infantaria. Iniciou a sua carreira na advocacia ainda em Macau. Após o final do serviço militar, regressou a Portugal, onde se estabeleceu como advogado em Faro, carreira que seguiu até ao seu falecimento. Entre 1990 e 1992, foi um dos vogais do Conselho Geral da Ordem dos Advogados.
Fez parte da direcção do Cineclube Universitário de Lisboa, sócio fundador e presidente da direcção do Círculo Teixeira Gomes, e presidente da Associação Musical do Algarve. Foi um dos membros fundadores da Associação para o Aprofundamento da Cidadania. Também escreveu sobre teatro para o Jornal de Letras, Artes e Ideias. Foi um dos impulsionadores da Orquestra do Algarve, onde exerceu como presidente da direcção dos Amigos da Orquestra. Escreveu o livro A Problemática da Regionalização, publicado pela editora Almedina em 1996. Em 1997 apresentou a sua tese A Região Algarve face ao Referendo, durante o IX Congresso do Algarve. Em Agosto de 1998, foi um dos participantes no movimento Movimento Sim pela Regionalização - sim ao Algarve, durante o Referendo sobre a regionalização em Portugal, que se realizou nesse ano.
Exerceu como deputado na Assembleia da República e na Assembleia Municipal de Faro, e em 1975 foi Governador Civil do Algarve.

### Falecimento e família
Em 10 de Fevereiro de 2003, sofreu um acidente de viação, onde a sua esposa teve morte imediata, enquanto que Manuel José Ramires morreu dos ferimentos cerca de duas semanas depois.

## Homenagens
Após o seu falecimento, foi homenageado na obra Manuel José Ramires Fernandes: cidadão do Algarve, editada pela Associação de Municípios do Algarve em Junho de 2003.